# پادشاهی کورو

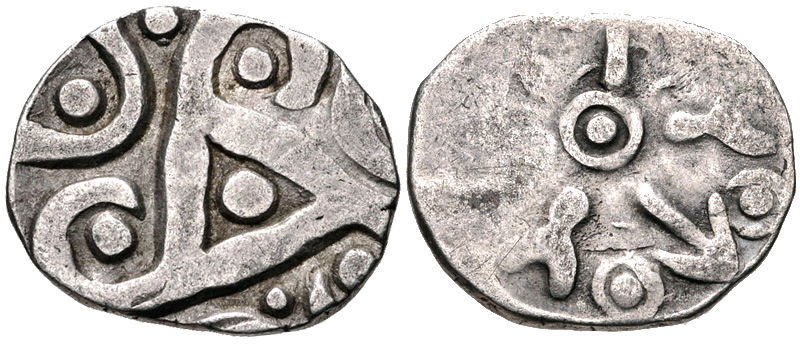
سکه ای مربوط به دوره کورو

کورو (به سانسکریت: कुरु) نام یک اتحادیه از قبایل هندوآریایی ودایی در هند عصر آهن بود. قلمرو کورو شامل دهلی، هاریانا، پنجاب و بخش باختری اوتار پرادش کنونی می‌شد. عمر این دولت از حدود ۱۲۰۰ پیش از میلاد آغاز شده و در پیرامون ۵۲۵ پیش از میلاد به پایان رسید.
مردمان تشکیل‌دهندهٔ این پادشاهی قبایلی نیمه‌کوچ‌رو بودند و زندگی شبانی داشتند. مهمترین منبع برای شناخت پادشاهی کور وداها می‌باشد.
پادشاهی کورو، اولین ایالت بنیانگذاری شده و تأیید شده در تاریخ هند است. 